# Kmeťovo
Kmeťovo és un poble i municipi d'Eslovàquia que es troba a la regió de Nitra, Districte de Nové Zámky, al sud-oest del país. Compta amb una població de 816 habitants (2022).

## Història
La primera menció escrita de la vila es remunta al 1214.

## Demografia
| Godina             | 1994 | 2004   | 2014   | 2024   |
| ------------------ | ---- | ------ | ------ | ------ |
| Nombre de persones | 949  | 960    | 873    | 809    |
| Diferència         |      | +1,15% | −9,06% | −7,33% |

| Godina             | 2023 | 2024   |
| ------------------ | ---- | ------ |
| Nombre de persones | 812  | 809    |
| Diferència         |      | −0,36% |